# Michel Drancourt
Pour les articles homonymes, voir Drancourt.
Michel Drancourt, né le 9 mai 1928 à Cambrai et mort le 6 avril 2014 à Issy-les-Moulineaux, est un journaliste et économiste français.

## Biographie

### Jeunesse et formation
Il est licencié en droit et docteur en sciences économiques.

### Parcours professionnel
En 1953, il est recruté comme  journaliste à la revue hebdomadaire Entreprise et à Réalités. Il conserve ce poste jusqu'en 1957, date à laquelle il devient rédacteur en chef (jusqu'en 1969) puis chroniquer (jusqu'en 1975) d'Entreprise. Il est aussi responsable des questions économiques et politiques de Réalités.
Il commence sa carrière à la télévision française en tant que spécialiste des questions économiques en 1965. Il garde ce poste jusqu'en 1975. 
Il devient en 1969 conseiller économique et social, et ce jusqu'en 1974.
En 1969, il devient commissaire à la conversion industrielle de la Lorraine et Délégué général de l'Association pour l'expansion industrielle de la Lorraine. Il quitte ce poste en 1973. 
Il est également, de 1972 à 1976, vice-président du conseil de surveillance, puis membre du directoire et directeur général de la Télémécanique électrique.
De 1974 à 1976, il est vice-président du Groupement syndical des industries des matériels d'équipement électrique (Gimee). Il devient alors délégué général de l’Institut de l'entreprise. À ce titre, il a joué un rôle notable de conseiller écouté et de lobbyiste influent.
En 1994, ancien conseiller du président du groupe Thomson, il devient conseiller du président de Constructions industrielles de la Méditerranée (Cnim). Dès l'année suivante, il devient, et jusqu'en 2007, l'animateur des entretiens de Dauphine et d'un séminaire doctoral à l'Institut d'administration des entreprises de Caen.
Administrateur de sociétés, Collaboration à plusieurs publications dont Futuribles, la Croix, les Echos, Sociétal.
Il a participé à de nombreuses actions de formation et à l'enseignement de la gestion d'entreprise. L'entreprise et la théorie de la destruction créatrice de Joseph Schumpeter furent ses deux thèmes favoris. Il participa pendant vingt ans à la publication de la lettre socio-économique Les Quatre Vérités avec Octave Gélinier, Yvon Gattaz, Jacques Plassard, Henri Lepage.
À l'hiver 1981, il cosigne dans Éléments une tribune intitulée « Pour une alternative au socialisme ».

### Décorations et distinctions
Officier de la Légion d'honneur et de l'ordre national du Mérite.

## Publications
- 1961, avec Louis Armand, Plaidoyer pour l'Avenir, Calmann-Lévy
  - Nouvelle édition en 2007
- 1964, Les clefs du pouvoir, Fayard
  - Nouvelle édition en 2007
- 1968, avec Louis Armand, Le Pari Européen, Fayard
  - Nouvelle édition en 2007
- 1984, La fin du travail, Hachette, Pluriel
  - Nouvelle édition en 2007
- 1985, Demain la croissance, Robert Laffont, avec Albert Merlin, 324 pages,  (ISBN 2221046048)
- 1989,  L' Économie volontaire. L'exemple du Japon, Paris: Odile Jacob
- 1993, Mémoires de l'Entreprise, Robert laffont
  - Nouvelle édition en 2007
- 1998, « La fin du travail ? », Problèmes Économiques, 2. 565-2. 566, Avril, p. 82-83
- 2002, Leçon d'histoire sur l'entreprise de l'Antiquité à nos jours, PUF, "Major"
- 2003, Les arbres ne poussent pas jusqu'au ciel (développement durable), Village Mondial
  - Nouvelle édition en 2007
- 2005, Les nouvelles frontières de l'entreprise, PUF, "Major"
- 2010, avec Bertrand Collomb, Plaidoyer pour l'entreprise, François Bourin éditeur.

## Entretien
- L'Entreprise au cœur. Entretien avec Michel Drancourt, Gérer et Comprendre. Annales des Mines